# Nilufer Hanımsultan
Nilufer Hanımsultan, född 1916, död 1989, var en osmansk prinsessa, och prinsessa av Hyderabad.
Hon var dotter till prinsessan Adile Sultan och Damad Moralizade Selaheddin Ali Bey och sondotterdotter till sultan Murad V.
Det osmanska sultanatet avskaffades 1 november 1922 och det osmanska kalifatet i mars 1924, varefter alla medlemmar av den före detta osmanska dynastin förvisades från den nya republiken Turkiet. Nilufer och hennes mor följde flera andra medlemmar av dynastin och bosatte sig i Nice på franska rivieran.
Hon mottog frierier från flera muslimska prinsar. Hon gifte sig 1931 med prins Moazzam Jah, medan hennes kusin Dürrüşehvar Sultan gifte sig med hennes svåger kronprins Azam Jah av Hyderabad. Bröllopet fick mycket publicitet i samtida press. De båda nygifta paren reste sedan till Hyderabad i Indien via Venedig.
Nilufer Hanımsultan och hennes svägerska/kusin Dürrüşehvar Sultan behövde inte underkasta sig någon purdah utan framträdde offentligt klädda i sari, ägnade sig åt välgörenhet och gynnade utbildning och kvinnors rättigheter. De hade fullt stöd av sin svärfar Asaf Jah VII, som stolt beskrev sina svärdöttrar som sina juveler; han lät Nilufer kalla honom för "pappa" istället för hans titel, något inte ens hans döttrar fick, och eskorterade henne ibland själv i sällskapslivet för att markera att han gav sitt stöd till att hon rörde sig offentligt. Nilufer närvarade vid offentliga högtider och även på cocktailpartyn i sällskapslivet, blev medlem i Lady Hydari Club och ordförande i lokalavdelningen för Indian Women Conference (IWC). Ingen kvinna i Hyderabads kungliga familj hade förut visat sig utanför haremet, och hennes exempel uppmanade även andra kvinnor ur Hyderabads överklass att lämna haremen och visa sig utan slöja. Under andra världskriget arbetade hon som sjuksköterska. Ett sjukhus fick sitt namn efter henne.
Nilufer fick inga barn. När maken 1948 gifte sig med en annan kvinna och fick en son med denna, lämnade hon honom, återvände till sin mor i Frankrike och tog 1952 ut skilsmässa. Hon gifte 1963 om sig med Edward Julius Pope Jr.